# Área de Salud de Badajoz
El Área de Salud de Badajoz es la demarcación territorial del SES en el municipio de Badajoz y zonas circundantes. El Área Salud de Badajoz, se encuentra situada al suroeste de la Comunidad Autónoma de Extremadura y está rodeada por las áreas sanitarias de Cáceres, Mérida y Llerena-Zafra y el país vecino Portugal. Es el Área de Salud con mayor población de Extremadura.
El Área de Salud, como define la Ley, es la estructura básica del Sistema Sanitario Público de Extremadura, marco donde se desarrollan los programas de promoción de la salud y prevención de la enfermedad Badajoz. Por tanto, dispone de las dotaciones necesarias para prestar la atención primaria, atención especializada y atención socio-sanitaria.

## Área de acción

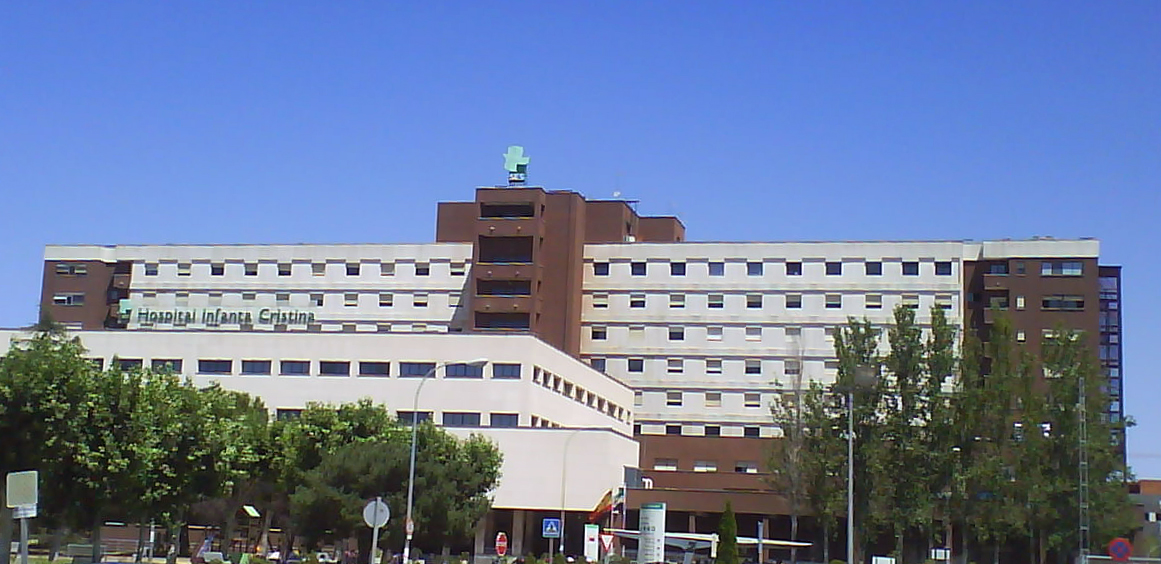
Hospital Universitario de Badajoz.

Forman parte del Área de Salud de Badajoz los municipios de Alburquerque, Alconchel, Badajoz, Barcarrota, Gévora, Jerez de los Caballeros, La Roca de la Sierra, Montijo/Puebla de la Cazada, Oliva de la Frontera, Olivenza, Pueblonuevo del Guadiana, San Vicente de Alcántara, Santa Marta, Talavera la Real y Villanueva del Fresno, todos ellos divididos en 17 zonas (7 de ellas en Badajoz) con sus respectivos centros de atención primaria.

### Portugal
Distintos acuerdos con el gobierno luso han propiciado el traspaso de algunos servicios sanitarios desde localidades portuguesas cercanas a Badajoz (como la maternidad de Elvas) debido a que fueron cerrados por resultar demasiado caros, traspasándose al Hospital Universitario de Badajoz. No obstante, debido a la crisis económica de Portugal, el gobierno luso quiere restringir el número de parturientas enviadas a Badajoz para reducir costes y aprovechar el hospital de Évora, utilizando el hospital pacense sólo en casos particularmente necesarios. El gobierno luso abona a la Consejería de Sanidad de Extremadura 1520 euros por cada parto sin complicaciones, pudiendo llegar esta cifra a 4136 euros en partos con cesárea y complicaciones.

## Centros principales
La atención especializada la compone el Complejo Hospitalario Universitario de Badajoz, y está formado por:
- Hospital Universitario de Badajoz.
- Hospital Perpetuo Socorro de Badajoz.
- Hospital Materno Infantil de Badajoz.
- Centro de Especialidades de Badajoz.